# Yo (Excuse Me Miss)
Singles de Chris Brown
Run It!
(2005) Gimme That
(2006)
Yo (Excuse Me Miss) est le second single de Chris Brown, sorti en 2006, issu de son premier album éponyme publié en 2005. Le titre a été produit par Dre & Vidal, et est le second single de Brown à se hisser au Top 10 aux États-Unis, se plaçant précisément à la 7e place, le 7 février 2006. Il a été certifié « Platinum » par la RIAA. Yo (Excuse me Miss) s'est classé 13e au Royaume-Uni, et numéro 10 en Australie.

## Clip vidéo
Dans le clip, dirigé par Erik White, Brown voit une fille qui attire son attention. Alors, il suit la fille en dansant. Après être arrivé à un terrain de basketball, il commence à danser avec deux autres jeunes hommes. Quand la fille part, il la suit, montant dans sa voiture, ils sont alors tous deux sur la banquette arrière, il chante pour elle. Brown et la fille commencent à se rapprocher, puis Brown lui donne son numéro de téléphone. On peut voir apparaitre dans le clip quelques personnalités du rap américain comme Lil' JJ, Trey Songz et DeRay Davis. La fin du clip comporte l'interprétation de Gimme That.

## Remixes
1. Yo (Excuse Me Miss) [DJ Dime Remix]
2. Yo (Excuse Me Miss) [Remix] (featuring Busta Rhymes & Labba)
3. Yo (Excuse Me Miss) [Remix] (featuring Red Cafe)
4. Yo (Excuse Me Miss) [Mixtape Mix] (featuring Jay-Z & Pharrell)
5. Yo (Excuse Me Miss) [South Rakkas Reggaeton Mix]
6. Yo (Excuse Me Miss) [Johnny Douglas Remix]
7. Yo (Excuse Me Miss) [Jacquees remix]

## Classement
| Classement (2005-2006)             | Meilleure position |
| ---------------------------------- | ------------------ |
| Allemagne (Media Control AG)       | 56                 |
| Australie (ARIA)                   | 10                 |
| European Hot 100 Singles           | 43                 |
| Finlande (Suomen virallinen lista) | 14                 |
| Irlande (IRMA)                     | 15                 |
| Pays-Bas (Single Top 100)          | 67                 |
| Nouvelle-Zélande (RMNZ)            | 9                  |
| Suisse (Schweizer Hitparade)       | 34                 |
| Royaume-Uni (UK Singles Chart)     | 13                 |
| États-Unis (Hot 100)               | 7                  |
| États-Unis (Pop Airplay)           | 13                 |
| États-Unis (R&B/Hip-Hop Songs)     | 2                  |